# Leutenheim
Leutenheim ist eine französische Gemeinde und liegt in der Ebene des Rheins im elsässischen Département Bas-Rhin in der Region Grand Est. Sie hat 830 Einwohner (Stand 1. Januar 2021). Gemäß Dokumenten aus dem 8. und dem 9. Jahrhundert hieß der Ort damals „Lithaim“. Da sich der Rhein, bevor er kanalisiert wurde, in zahlreiche Nebenarme verzweigte, wurden die Siedlungen seinerzeit auf Warften gebaut.

## Geschichte und Bevölkerungsentwicklung
Zwischen 773 (erste urkundliche Erwähnung Leutenheims) und 775 bekam das Kloster Weißenburg mehrere Schenkungen in „Lithaim“ (Trad.Wiz.128ff.). Das Dorf kam später in den Besitz des Bischofs von Straßburg und der Herren von Fleckenstein. 1402 verkaufte Heinrich von Fleckenstein die Hälfte des Dorfes „Litheim“ an Bernhard von Baden für 6000 Goldgulden (RIplus Regg. Baden 2044).

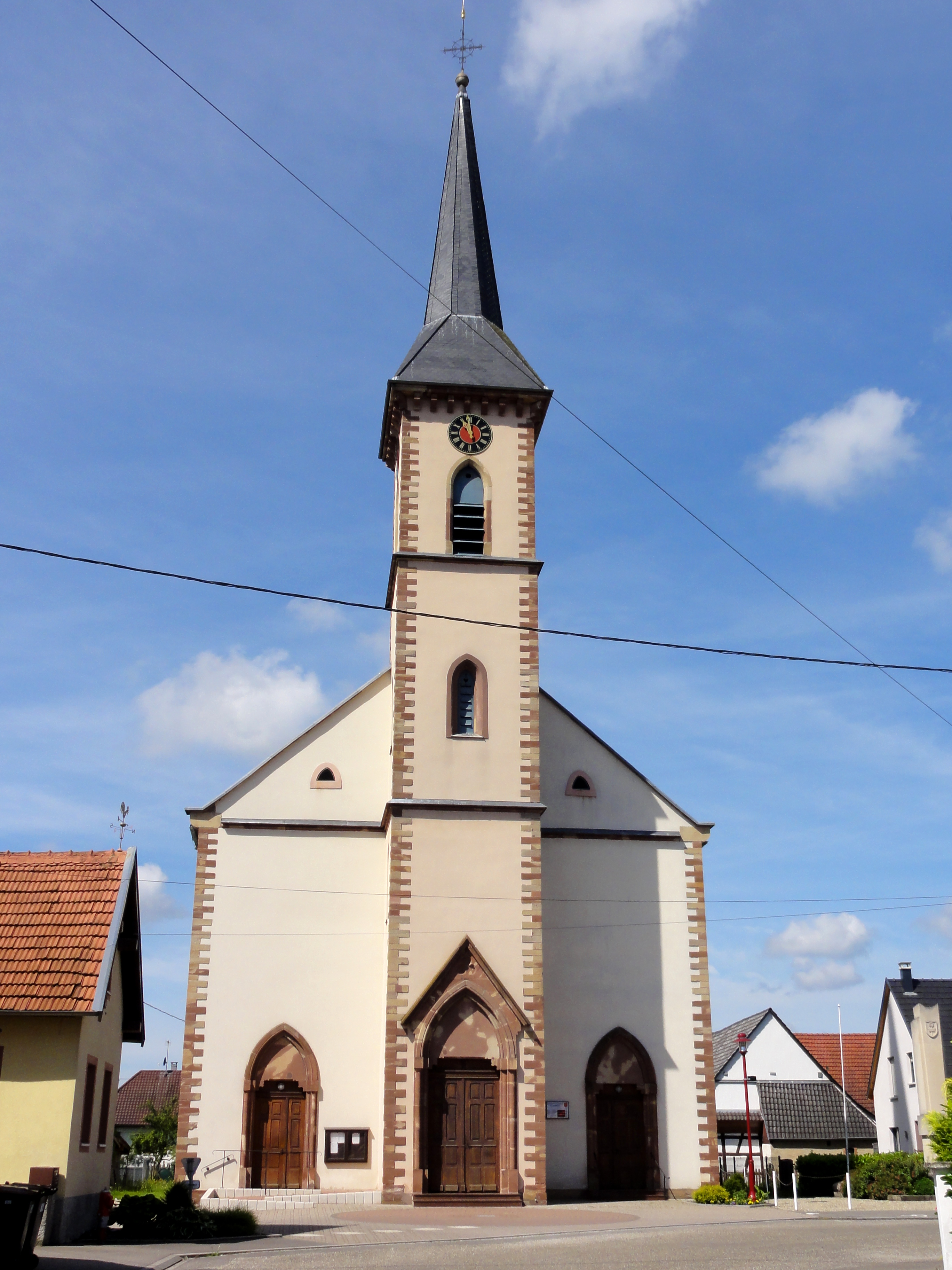
Kirche Saint-Barthélemy in Leutenheim

| 1910 | 1962 | 1968 | 1975 | 1982 | 1990 | 1999 | 2007 | 2018 |
| ---- | ---- | ---- | ---- | ---- | ---- | ---- | ---- | ---- |
| 789  | 701  | 709  | 711  | 730  | 669  | 788  | 845  | 833  |